# Arnmod Arnvidarsson
Arnmod Arnvidarsson o Arnvidson (también Arnmod Jarl, 935-986) fue un caudillo vikingo y jarl de Hjörungavåg, Møre, Noruega. Patriarca del clan familiar de los Arnmødinge, y padre de Arne Arnmodsson. Su padre Arnvind Thorarinsson (c. 944) fue un legendario caudillo cuya figura solo aparece en la saga Arnmødlinga (Arnmødlingatal). Arnmod participó junto a su hijo Arne Arnmodsson
en la batalla de Hjörungavágr frente a la amenaza de los jomsvikings y murió enfrentado a Vagn Åkesson. Otro hijo, Kalv Arnmodsson de Rignes, fue el padre de Ketil Kalv.

## Ascendentes
- Arnvid Thorarinsson Giske (c. 944), padre de Armond

- Thorarinn (Bullibak) Finnvidsson av Møre, que se casaría con un hija de Arnvid Torvidsson, de Sunnmøre (c. 912)

- Finnvid Foundne Arnvidsen (c. 881)

- Arnvid de Sunnmøre (m. 870)